# Championnats d'Espagne de cyclisme sur route
Les championnats d'Espagne de cyclisme sur route sont les championnats nationaux de cyclisme sur route d'Espagne, organisés par la Fédération royale espagnole de cyclisme. Ils existent depuis 1897.

## Les particularités de l’organisation
- La première édition a eu lieu en 1897. Ouverte aux coureurs étrangers, elle est remportée en solitaire par le Portugais José Bento Pessoa[1]. La deuxième édition a lieu seulement en 1902.
- Le championnat d'Espagne a été organisé tous les ans de 1902 à aujourd'hui à l'exception de 1937 (à cause de la guerre civile).
- L'affaire Puerto a entrainé une grève des coureurs et l'annulation de l'édition 2006. Les coureurs se sont arrêtés après seulement 3 km. Ils protestent contre les accusations de dopage dans le cyclisme espagnol.

## Hommes

### Podiums de la course en ligne
| Année     | Vainqueur                     | Deuxième                   | Troisième                                |
| --------- | ----------------------------- | -------------------------- | ---------------------------------------- |
| 1897      | José Bento Pessoa             | Juan Sugranes              | Clemente Fabián                          |
| 1898-1901 | Non disputé                   | Non disputé                | Non disputé                              |
| 1902      | Tomás Peñalba                 | Salvador Seguí             | José Manuel Pekín-Miguel Bayona (tandem) |
| 1903      | Ricardo Peris                 | Tomás Peñalba              | Julio Álvarez                            |
| 1904      | Tomás Peñalba                 | Ricardo Peris              | Julio Álvarez                            |
| 1905      | Pablo Pujol                   | José Pérez                 | Tomás Peñalba                            |
| 1906      | Luis Amuñategui               | Juan Adrián Campesinos     | Domingo Álvarez                          |
| 1907      | Luis Amuñategui               | Tomás Sanz                 | Marcelino Cuesta                         |
| 1908      | Vicente Blanco                | Esteban Espinosa           | Marcelino Cuesta                         |
| 1909      | Vicente Blanco                | José Pérez                 | Otilio Borrás (es)                       |
| 1910      | José Magdalena                | Otilio Borrás (es)         | Jaime Durán                              |
| 1911      | Jaime Durán                   | Lázaro Villada (es)        | Sebastián Masdeu (es)                    |
| 1912      | José Magdalena                | Juan Martí                 | Antonio Crespo                           |
| 1913      | Juan Martí                    | Lorenzo Oca                | Joaquín Larrañaga                        |
| 1914      | Óscar Leblanc (es)            | Antonio Crespo             | José Magdalena                           |
| 1915      | Simón Febrer                  | Juan Zumalde               | José Magdalena                           |
| 1916      | José Manchón                  | Óscar Leblanc (es)         | José Magdalena                           |
| 1917      | Lázaro Villada (es)           | Óscar Leblanc (es)         | José Magdalena                           |
| 1918      | Simón Febrer                  | Juan Martínez              | Miguel Colchón                           |
| 1919      | Jaime Janer                   | Juan Martínez              | Guillermo Antón (es)                     |
| 1920      | Miguel Bover Salom            | Jaime Janer                | José Saura (es)                          |
| 1921      | Ramón Valentín                | Miguel García              | Guillermo Antón (es)                     |
| 1922      | José Saura (es)               | José María Sans (es)       | Miguel García                            |
| 1923      | Jaime Janer                   | Telmo García               | Mució Miquel                             |
| 1924      | Juan Bautista Llorens (es)    | Telmo García               | Teodoro Monteys (es)                     |
| 1925      | Ricardo Montero               | Jaime Janer                | Telmo García                             |
| 1926      | José Saura (es)               | Juan Bautista Llorens (es) | Ricardo Montero                          |
| 1927      | Mució Miquel                  | Telmo García               | Francisco Cepeda                         |
| 1928      | Telmo García                  | Eduardo Fernández          | José María Sans (es)                     |
| 1929      | Luciano Montero               | José María Sans (es)       | Sebastián Aguilar                        |
| 1930      | Mariano Cañardo               | Luciano Montero            | Vicente Bachero (es)                     |
| 1931      | Mariano Cañardo               | Antonio Escuriet           | José Nicolau Balaguer (es)               |
| 1932      | Luciano Montero               | Mariano Cañardo            | Salvador Cardona                         |
| 1933      | Mariano Cañardo               | Luciano Montero            | Vicente Bachero (es)                     |
| 1934      | Luciano Montero               | Mariano Cañardo            | Salvador Cardona                         |
| 1935      | Salvador Cardona              | Mariano Cañardo            | Luciano Montero                          |
| 1936      | Mariano Cañardo               | Luciano Montero            | Mariano Gascón                           |
| 1937      | Non disputé                   | Non disputé                | Non disputé                              |
| 1938      | Fermín Trueba                 | Francisco Goenaga          | Francisco Aresti                         |
| 1939      | Antonio Andrés Sancho         | Mariano Cañardo            | Vicente Trueba                           |
| 1940      | Federico Ezquerra             | Diego Cháfer               | Mariano Cañardo                          |
| 1941      | Antonio Andrés Sancho         | Antonio Martín Eguia       | Julián Berrendero                        |
| 1942      | Julián Berrendero             | Antonio Andrés Sancho      | Diego Cháfer                             |
| 1943      | Julián Berrendero             | Isidro Bejerano            | Antonio Martín Eguia                     |
| 1944      | Julián Berrendero             | Antonio Martín Eguia       | Vicente Carretero                        |
| 1945      | Juan Gimeno                   | Joaquín Olmos              | Delio Rodríguez                          |
| 1946      | Bernardo Ruiz                 | Antonio Andrés Sancho      | Bernardo Capó                            |
| 1947      | Bernardo Capó                 | Bernardo Ruiz              | Miguel Gual                              |
| 1948      | Bernardo Ruiz                 | Antonio Gelabert           | Julián Berrendero                        |
| 1949      | José Serra Gil                | Bernardo Capó              | Julián Berrendero                        |
| 1950      | Antonio Gelabert              | Bernardo Ruiz              | José Vidal Porcar                        |
| 1951      | Bernardo Ruiz                 | Andrés Trobat              | Victorio García                          |
| 1952      | Andrés Trobat                 | José Mateo                 | Cosme Barrutia                           |
| 1953      | Francisco Masip               | Andrés Trobat              | Francisco Alomar                         |
| 1954      | Emilio Rodríguez              | Bernardo Ruiz              | Francisco Alomar                         |
| 1955      | Antonio Gelabert              | José Escolano              | José Serra Gil                           |
| 1956      | Antonio Ferraz                | Bernardo Ruiz              | Francisco Masip                          |
| 1957      | Antonio Ferraz                | René Marigil               | Antonio Jiménez Quiles                   |
| 1958      | Federico Bahamontes           | Salvador Botella           | Jesús Loroño                             |
| 1959      | Antonio Suárez                | Federico Bahamontes        | Jesús Galdeano                           |
| 1960      | Antonio Suárez                | Jesús Loroño               | Fernando Manzaneque                      |
| 1961      | Antonio Suárez                | Jesús Loroño               | Federico Bahamontes                      |
| 1962      | Luís Otaño                    | José Pérez Francés         | Manuel Martín Piñera                     |
| 1963      | José Pérez Francés            | Miguel Pacheco             | Fernando Manzaneque                      |
| 1964      | Julio Jiménez                 | José Luis Talamillo        | Luís Otaño                               |
| 1965      | Antonio Gómez del Moral       | José Antonio Momeñe        | Gabriel Mas                              |
| 1966      | Luís Otaño                    | Carlos Echeverría          | Ginés García                             |
| 1967      | Luis Pedro Santamarina        | Carlos Echeverría          | Ginés García                             |
| 1968      | Luis Ocaña                    | Antonio Gómez del Moral    | Jesús Aranzabal                          |
| 1969      | Ramón Sáez                    | José Pérez Francés         | José Antonio Momeñe                      |
| 1970      | José Antonio González Linares | Jesús Aranzabal            | Nemesio Jiménez                          |
| 1971      | Eduardo Castelló              | Andres Gandarias           | Domingo Perurena                         |
| 1972      | Luis Ocaña                    | Domingo Perurena           | Agustín Tamames                          |
| 1973      | Domingo Perurena              | José Luis Abilleira        | Juan Zurano                              |
| 1974      | Vicente López Carril          | Manuel Esparza             | Antonio Menéndez                         |
| 1975      | Domingo Perurena              | Javier Elorriaga           | Jaime Huélamo                            |
| 1976      | Agustín Tamames               | Miguel María Lasa          | José Luis Viejo                          |
| 1977      | Manuel Esparza                | José Nazábal               | Jordi Fortià (es)                        |
| 1978      | Enrique Martínez Heredia      | Luis Alberto Ordiales      | Antonio Menéndez                         |
| 1979      | Faustino Rupérez              | Miguel María Lasa          | Jordi Fortià (es)                        |
| 1980      | Juan Fernández Martín         | Miguel María Lasa          | Javier Elorriaga                         |
| 1981      | Eulalio Garcia                | Enrique Martínez Heredia   | Juan Fernández Martín                    |
| 1982      | José Luis Laguía              | Eulalio Garcia             | Federico Echave                          |
| 1983      | Carlos Hernández Bailo        | Alfonso Gutierrez          | Antonio Coll                             |
| 1984      | Jesús Ignacio Ibáñez Loyo     | Celestino Prieto           | Eduardo Chozas                           |
| 1985      | José Luis Navarro             | Pello Ruiz Cabestany       | Javier Castellar (es)                    |
| 1986      | Alfonso Gutierrez             | Ricardo Martínez Matey     | Manuel Jorge Domínguez                   |
| 1987      | Juan Carlos González Salvador | Alfonso Gutierrez          | Manuel Jorge Domínguez                   |
| 1988      | Juan Fernández Martín         | Manuel Jorge Domínguez     | Jokin Mujika                             |
| 1989      | Carlos Hernández Bailo        | Jesús Suárez Cueva         | Casimiro Moreda (es)                     |
| 1990      | Laudelino Cubino              | Francisco Javier Mauleón   | Miguel Indurain                          |
| 1991      | Juan Carlos González Salvador | José Luis Rodríguez García | Manuel Jorge Domínguez                   |
| 1992      | Miguel Indurain               | Jon Unzaga                 | Carlos Hernández Bailo                   |
| 1993      | Ignacio García Camacho        | Miguel Indurain            | Fernando Escartín                        |
| 1994      | Abraham Olano                 | Ángel Edo                  | Melchor Mauri                            |
| 1995      | Jesús Montoya                 | José María Jiménez         | Vicente Aparicio                         |
| 1996      | Manuel Fernández Ginés        | Abraham Olano              | Fernando Escartín                        |
| 1997      | José María Jiménez            | Cesar Solaun               | David Etxebarria                         |
| 1998      | Ángel Casero                  | Juan Carlos Domínguez      | Óscar Freire                             |
| 1999      | Ángel Casero                  | Roberto Heras              | Joseba Beloki                            |
| 2000      | Álvaro González de Galdeano   | Francisco Cerezo           | Ángel Edo                                |
| 2001      | José Iván Gutiérrez           | Santiago Blanco            | Aitor Garmendia                          |
| 2002      | Juan Carlos Guillamón         | Abraham Olano              | Miguel Ángel Martín Perdiguero           |
| 2003      | Rubén Plaza                   | Rafael Casero              | Benjamín Noval                           |
| 2004      | Francisco Mancebo             | Alejandro Valverde         | Francisco José Lara                      |
| 2005      | Juan Manuel Gárate            | Francisco Mancebo          | Jordi Berenguer                          |
| 2006      | Édition annulée               | Édition annulée            | Édition annulée                          |
| 2007      | Joaquim Rodríguez             | Alejandro Valverde         | Eladio Jiménez                           |
| 2008      | Alejandro Valverde            | Óscar Sevilla              | Óscar Pereiro                            |
| 2009      | Rubén Plaza                   | Constantino Zaballa        | Alejandro Valverde,                      |
| 2010      | José Iván Gutiérrez           | Francisco Ventoso          | Koldo Fernández                          |
| 2011      | José Joaquín Rojas            | Koldo Fernández,           | Jesús Herrada                            |
| 2012      | Francisco Ventoso             | Koldo Fernández            | Francisco José Pacheco                   |
| 2013      | Jesús Herrada                 | Ion Izagirre               | Luis León Sánchez                        |
| 2014      | Ion Izagirre                  | Alejandro Valverde         | Carlos Barbero                           |
| 2015      | Alejandro Valverde            | Carlos Barbero             | Jesús Herrada                            |
| 2016      | José Joaquín Rojas            | Ángel Vicioso              | Jordi Simón                              |
| 2017      | Jesús Herrada                 | Alejandro Valverde         | Ion Izagirre                             |
| 2018      | Gorka Izagirre                | Alejandro Valverde         | Omar Fraile                              |
| 2019      | Alejandro Valverde            | Luis León Sánchez          | Jesús Herrada                            |
| 2020      | Luis León Sánchez             | Gorka Izagirre             | Vicente García de Mateos                 |
| 2021      | Omar Fraile                   | Jesus Herrada              | Alex Aranburu                            |
| 2022      | Carlos Rodríguez              | Jesus Herrada              | Alex Aranburu                            |
| 2023      | Oier Lazkano                  | Juan Ayuso                 | Alex Aranburu                            |
| 2024      | Alex Aranburu                 | Oier Lazkano               | Jesus Herrada                            |
| 2025      | Iván Romeo                    | Fernando Barceló           | Roger Adrià                              |

Multi-titrés
- 4 : Mariano Canardo

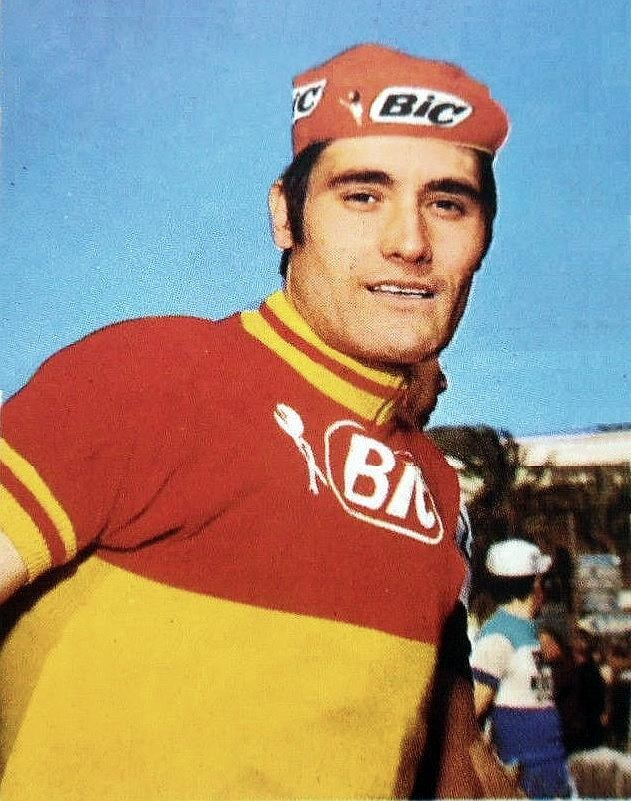
Luis Ocaña arborant son maillot de champion d'Espagne en 1973

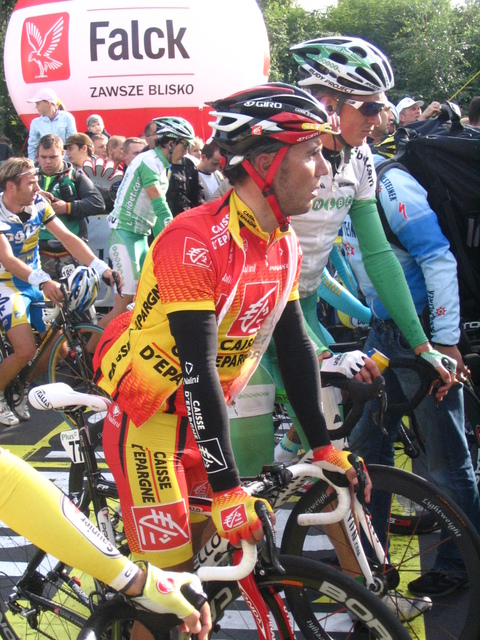
Joaquim Rodríguez portant le maillot de champion d'Espagne en 2007.

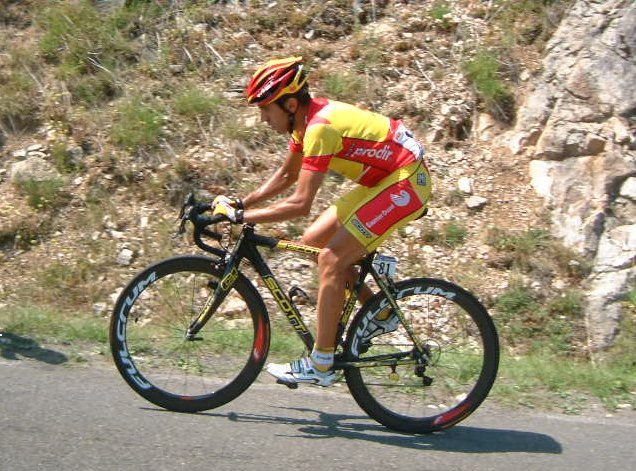
Juan Manuel Gárate portant le maillot de champion d'Espagne.

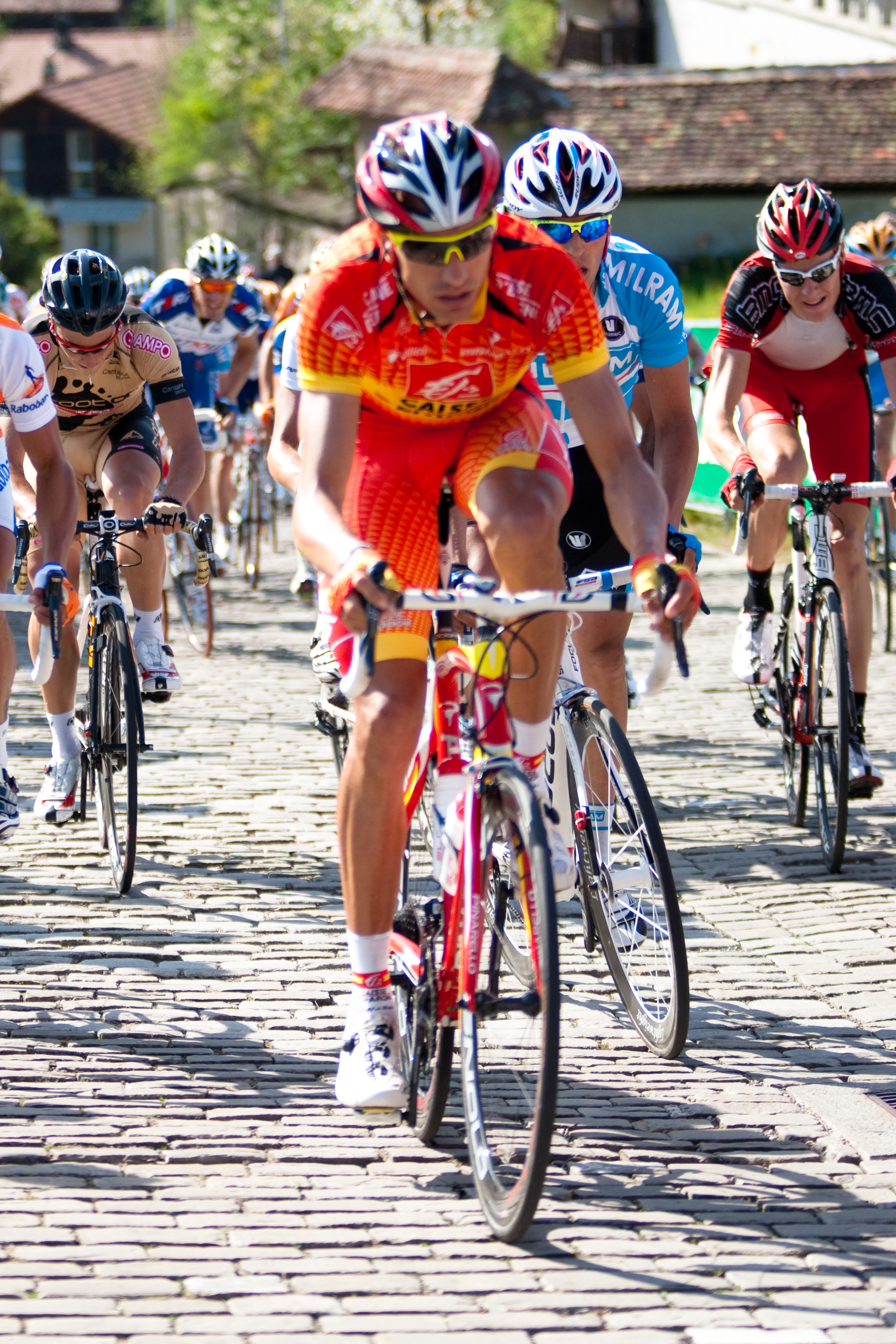
Rubén Plaza vêtu du maillot de champion d'Espagne lors du Tour de Romandie 2010

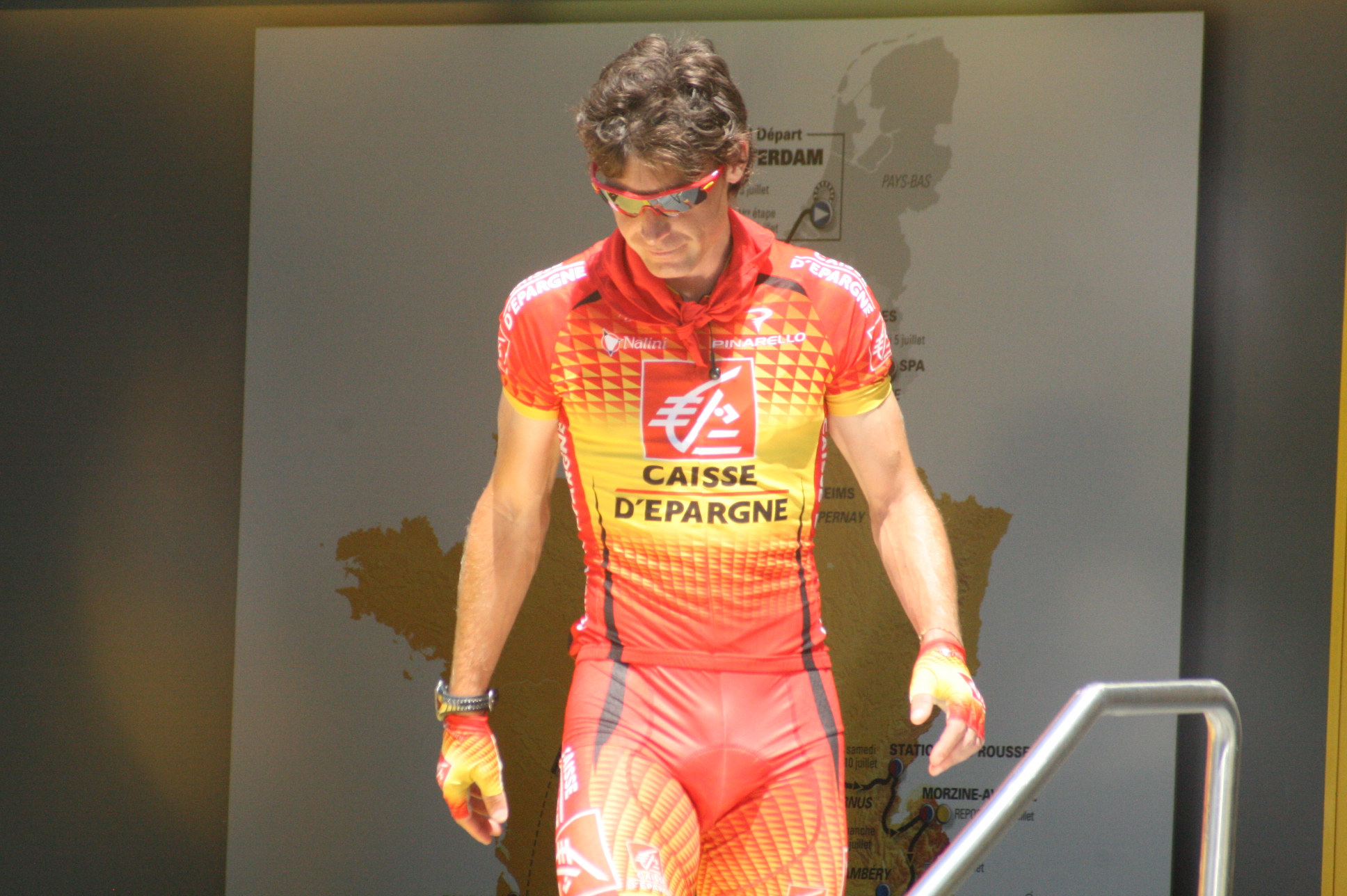
José Iván Gutiérrez arborant son maillot de champion d'Espagne lors du Tour de France 2010

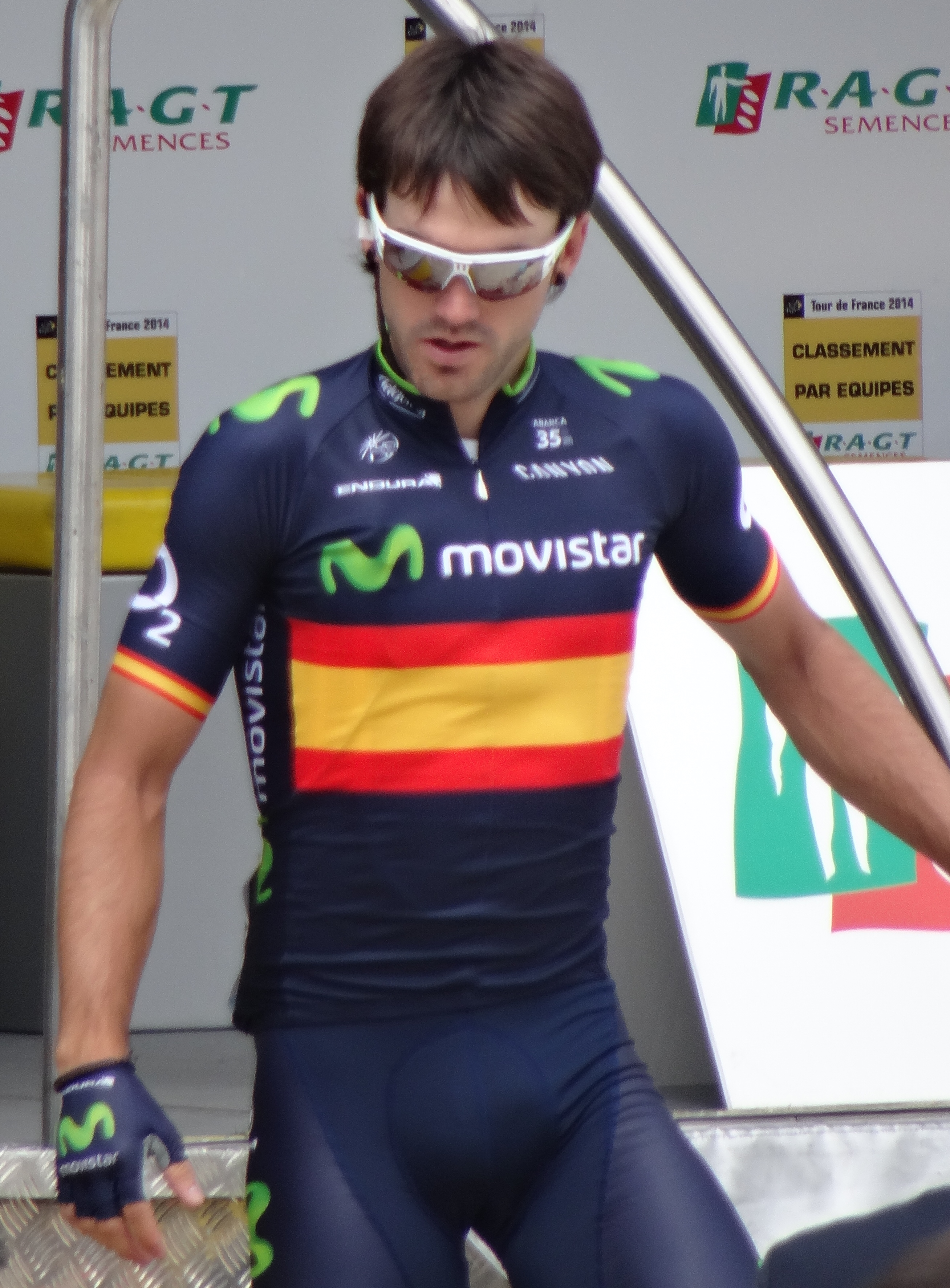
Ion Izagirre, champion d'Espagne en 2014

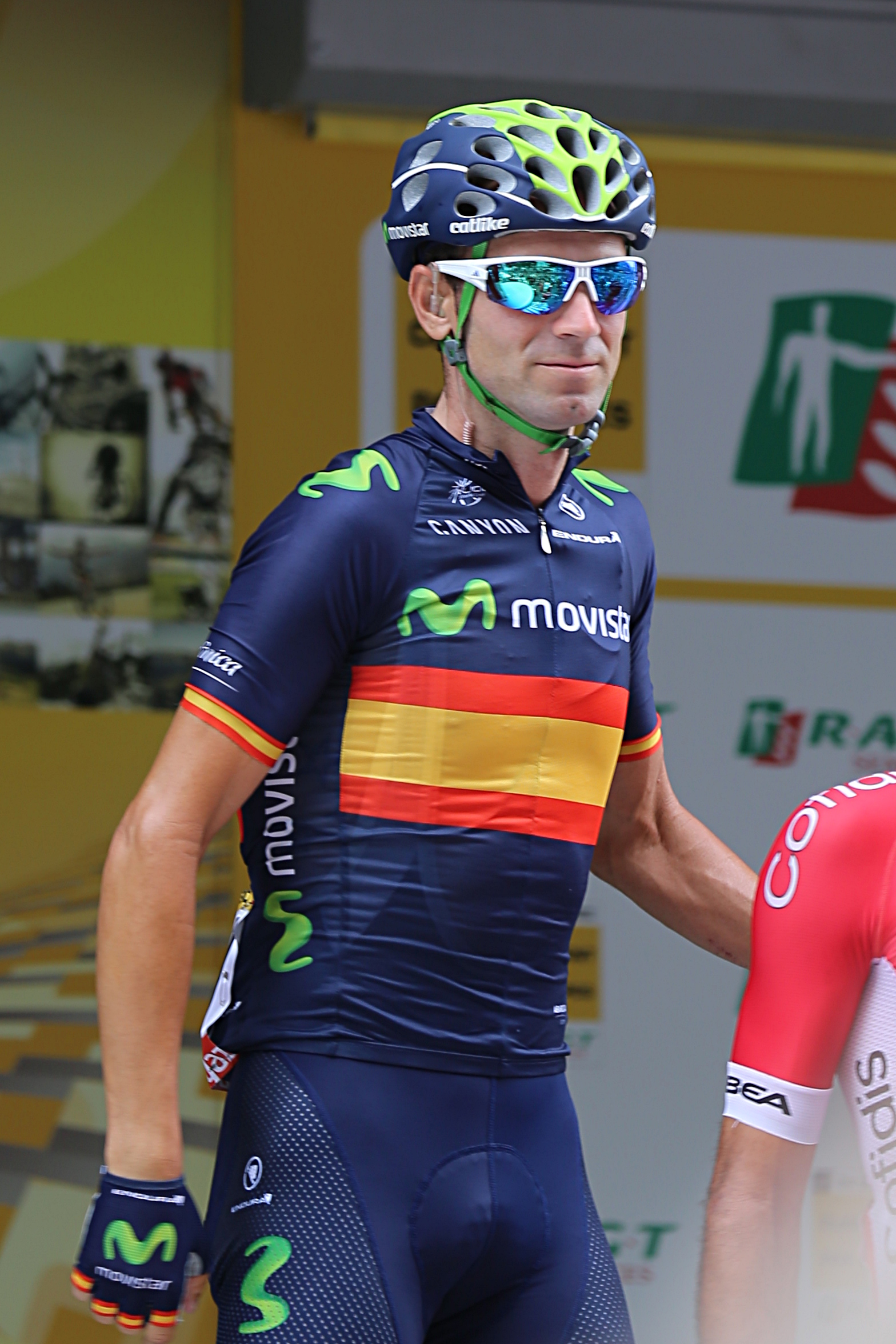
Alejandro Valverde, champion d'Espagne en 2015

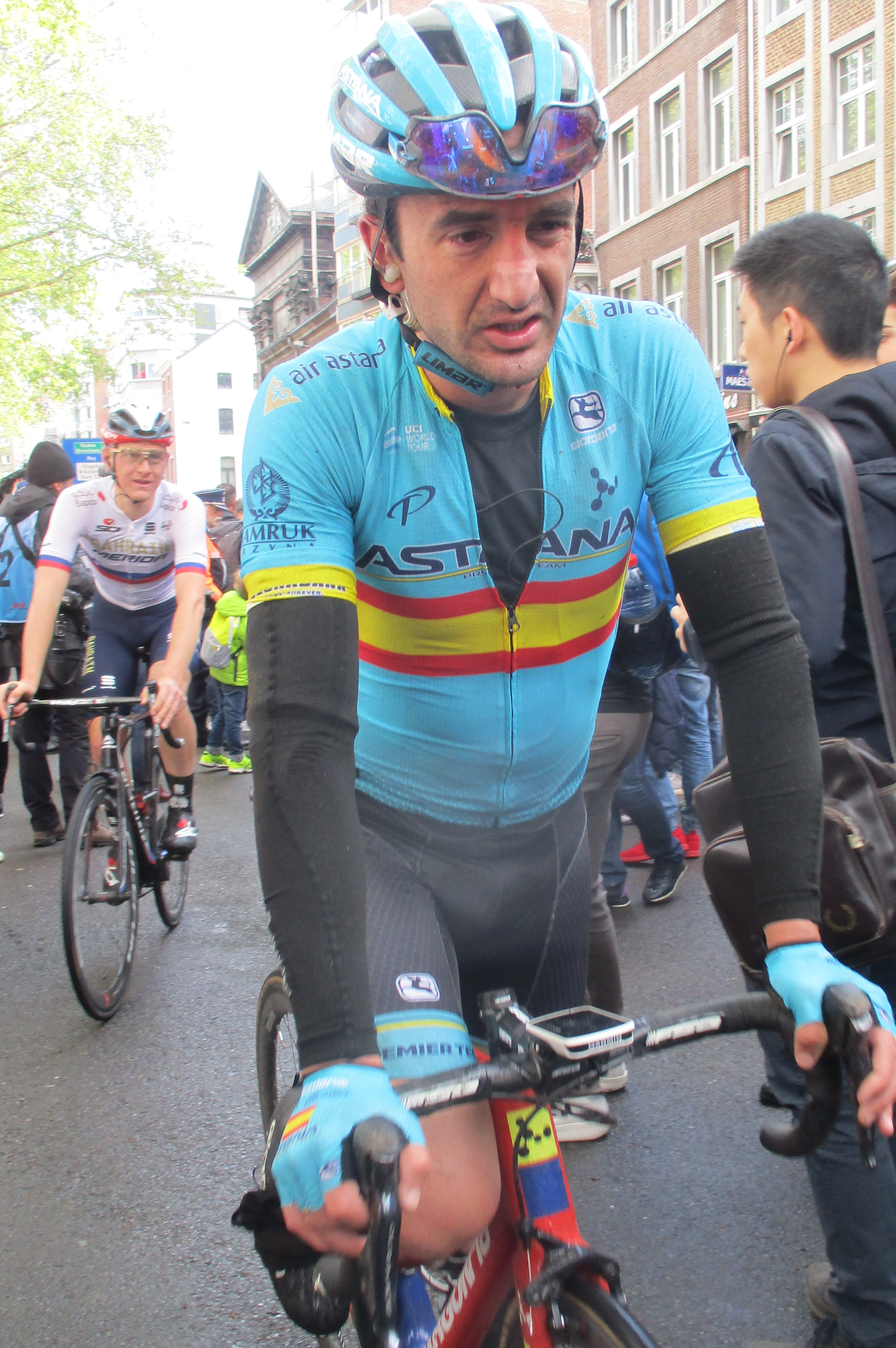
Gorka Izagirre, champion d'Espagne en titre, lors de Liège-Bastogne-Liège 2019

- 3 : Julian Berrendero, Luciano Montero, Bernardo Ruiz, Antonio Suarez, Alejandro Valverde
- 2 : Luis Amuñategui, Vicente Blanco, Ángel Casero, Simón Febrer, Juan Fernández Martín, Antonio Ferraz, Antonio Gelabert, Juan Carlos González Salvador, José Iván Gutiérrez, Carlos Hernández Bailo, Jesús Herrada, Jaime Janer, José Magdalena, Luis Ocaña, Luís Otaño, Tomás Peñalba, Domingo Perurena, Rubén Plaza, José Joaquín Rojas, Antonio Andrés Sancho, José Saura (es)

### Podiums du contre-la-montre
| Année | Vainqueur                 | Deuxième                    | Troisième                   |
| ----- | ------------------------- | --------------------------- | --------------------------- |
| 1994  | Abraham Olano             | Marino Alonso               | Aitor Garmendia             |
| 1995  | Melchor Mauri             | Ángel Casero                | Aitor Garmendia             |
| 1996  | Iñigo González de Heredia | Álvaro González de Galdeano | Jaime Hernández             |
| 1997  | José Enrique Gutiérrez    | Joseba Beloki               | Juan Carlos Taboas (es)     |
| 1998  | Abraham Olano             | Melchor Mauri               | Ángel Casero                |
| 1999  | Santos González           | Ángel Casero                | Álvaro González de Galdeano |
| 2000  | Iván Gutiérrez            | David Plaza                 | Álvaro González de Galdeano |
| 2001  | Santos González           | Antonio Tauler              | Sergi Escobar               |
| 2002  | Igor González de Galdeano | Antonio Tauler              | Álvaro González de Galdeano |
| 2003  | Íñigo Chaurreau           | Antonio Tauler              | Mikel Astarloza             |
| 2004  | Iván Gutiérrez            | Luis León Sánchez           | Igor González de Galdeano   |
| 2005  | Iván Gutiérrez            | Santos González             | Rubén Plaza                 |
| 2006  | Antonio Tauler            | Rubén Plaza                 | David Herrero               |
| 2007  | Iván Gutiérrez            | Luis León Sánchez           | Manuel Lloret               |
| 2008  | Luis León Sánchez         | Rubén Plaza                 | Iván Gutiérrez              |
| 2009  | Alberto Contador          | Luis León Sánchez           | Rubén Plaza                 |
| 2010  | Luis León Sánchez         | Iván Gutiérrez              | Rubén Plaza                 |
| 2011  | Luis León Sánchez         | Jonathan Castroviejo        | Iván Gutiérrez,             |
| 2012  | Luis León Sánchez         | Jonathan Castroviejo        | Alejandro Marque            |
| 2013  | Jonathan Castroviejo      | Luis León Sánchez           | Rubén Plaza                 |
| 2014  | Alejandro Valverde        | Ion Izagirre                | Jonathan Castroviejo        |
| 2015  | Jonathan Castroviejo      | Gorka Izagirre              | Jesús Herrada               |
| 2016  | Ion Izagirre              | Jonathan Castroviejo        | Alejandro Valverde          |
| 2017  | Jonathan Castroviejo      | Mikel Landa                 | Jesús Herrada               |
| 2018  | Jonathan Castroviejo      | Gorka Izagirre              | Ion Izagirre                |
| 2019  | Jonathan Castroviejo      | Pello Bilbao                | Gorka Izagirre              |
| 2020  | Pello Bilbao              | Luis León Sánchez           | Gorka Izagirre              |
| 2021  | Ion Izagirre              | David de la Cruz            | Carlos Rodríguez            |
| 2022  | Raúl García Pierna        | Oier Lazkano                | Xabier Mikel Azparren       |
| 2023  | Jonathan Castroviejo      | Oier Lazkano                | Lluís Mas                   |
| 2024  | David de la Cruz          | Markel Beloki               | Raúl García Pierna          |
| 2025  | Abel Balderstone          | David de la Cruz            | Raúl García Pierna          |

Multi-titrés
- 6 : Jonathan Castroviejo,

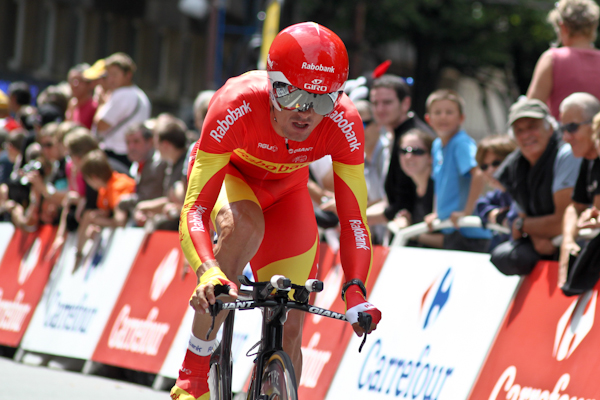
Luis León Sánchez, vêtu du maillot de champion d'Espagne du contre-la-montre, en 2011

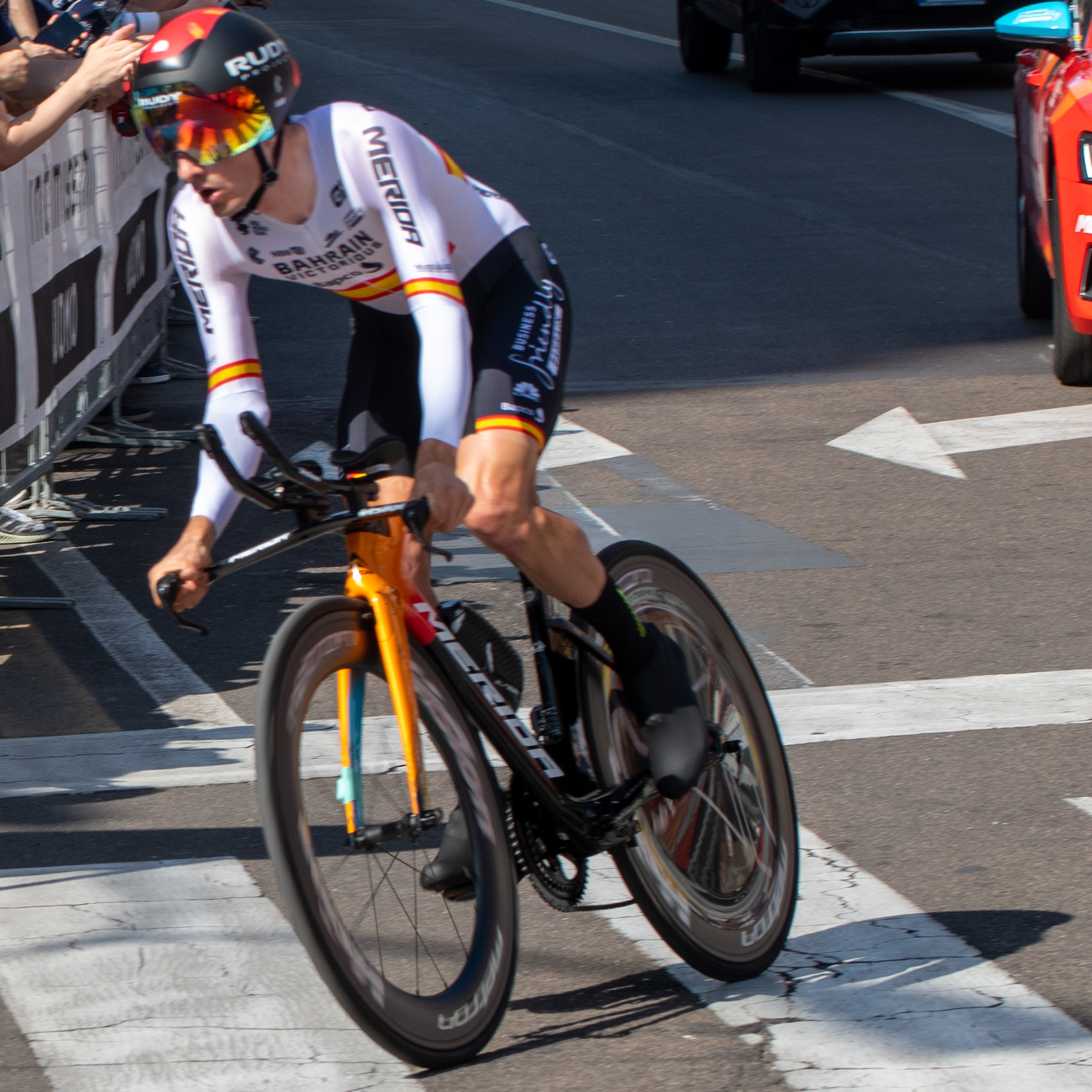
Peio Bilbao arborant son maillot de champion d'Espagne du contre-la-montre lors du Tour d'Italie 2021

- 4 : Iván Gutiérrez, Luis León Sánchez
- 2 : Santos González, Abraham Olano, Ion Izagirre

### Podiums de la course de côte
| Année | Vainqueur                | Deuxième              | Troisième                     |
| ----- | ------------------------ | --------------------- | ----------------------------- |
| 1940  | Fermín Trueba            | Martín Abadía (es)    | Federico Ezquerra             |
| 1941  | Fermín Trueba            | Federico Ezquerra     | Martín Mancisidor             |
| 1942  | Fermín Trueba            | Julián Berrendero     | Isidro Bejerano               |
| 1943  | Non-disputé              | Non-disputé           | Non-disputé                   |
| 1944  | Fermín Trueba            | Miguel Casas (es)     | Federico Ezquerra             |
| 1945  | Dalmacio Langarica       | Fermín Trueba         | Martín Mancisidor             |
| 1946  | Dalmacio Langarica       | Fermín Trueba         | José Gutiérrez                |
| 1947  | Miguel Poblet            | Francisco Masip       | Miguel Gual                   |
| 1948  | Miguel Poblet            | Bernardo Ruiz         | Miguel Gual                   |
| 1949  | Miguel Poblet            | José Serra            | Francisco Masip               |
| 1950  | Emilio Rodríguez         | Bernardo Ruiz         | Antonio Gelabert              |
| 1951  | Non-disputé              | Non-disputé           | Non-disputé                   |
| 1952  | Antonio Gelabert         | Emilio Rodríguez      | José Serra                    |
| 1953  | Francisco Masip          | Bernardo Ruiz         | Vicente Iturat                |
| 1954  | Jesús Loroño             | Manuel Rodríguez      | Hortensio Vidaurreta          |
| 1955  | Francisco Alomar         | José Mateo            | Francisco Masip               |
| 1956  | Carmelo Morales          | Hortensio Vidaurreta  | Francisco Masip               |
| 1957  | Antonio Jiménez          | René Marigil          | Juan Manuel Santiago Montilla |
| 1958  | Bernardo Ruiz            | Gabriel Company       | Anicet Utset                  |
| 1959  | Federico Bahamontes      | Juan Campillo         | Emilio Cruz                   |
| 1960  | Antonio Jiménez          | Ángel Rodríguez (es)  | Benigno Aspuru                |
| 1961  | Juan Manuel Menéndez     | José Bernárdez        | Antonio Jiménez               |
| 1962  | Julio Jiménez            | Roberto Morales       | José Antonio Momeñe           |
| 1963  | Esteban Martín           | Julio Jiménez         | Emilio Cruz                   |
| 1964  | Joaquim Galera           | Antonio Tous          | Sebastián Elorza              |
| 1965  | Julio Jiménez            | Luis Otaño            | Joaquim Galera                |
| 1966  | Valentín Uriona          | Carlos Echeverría     | Gregorio San Miguel           |
| 1967  | Miguel María Lasa        | Ginés García          | José Pérez Francés            |
| 1968  | Gregorio San Miguel      | Gabino Ereñozaga (es) | Ventura Díaz                  |
| 1969  | Miguel María Lasa        | Gabriel Mascaró       | José Antonio Momeñe           |
| 1970  | Non-disputé              | Non-disputé           | Non-disputé                   |
| 1971  | Miguel María Lasa        | Domingo Perurena      | Pedro Torres                  |
| 1972  | Miguel María Lasa        | Eduardo Castelló      | José Luis Uribezubia          |
| 1973  | Santiago Lazcano         | Domingo Perurena      | Antonio Martos                |
| 1974  | José Pesarrodona         | Domingo Perurena      | Luis Balagué                  |
| 1975  | Enrique Martínez Heredia | Santiago Lazcano      | José Luis Abilleira           |
| 1976  | José Nazábal             | Andrés Oliva          | Juan Pujol                    |
| 1977  | Andrés Oliva             | Ismaël Lejarreta      | Gonzalo Aja                   |

Multi-titrés
- 4 : Fermín Trueba
- 3 : Miguel Poblet, Miguel María Lasa
- 2 : Dalmacio Langarica, Antonio Jiménez Quiles, Julio Jiménez

## Femmes

### Podiums de la course en ligne
| Année | Vainqueur                 | Deuxième                  | Troisième              |
| ----- | ------------------------- | ------------------------- | ---------------------- |
| 1979  | Mercedes Ateca            | Blanca Gil                | María Victoria Fustero |
| 1980  | Mercedes Ateca            | Antonia Quintanal         | Ana Fernandez          |
| 1981  | Mercedes Ateca            | Milagros Tugores          | Margarita Gormals      |
| 1982  | Carolina Sagarmendi       | Margarita Gormals         | Margarita Rico         |
| 1983  | Carolina Sagarmendi       | Immaculada de Carlos      | María Quintanal        |
| 1984  | María Luisa Izquierdo     | Mercedes Ateca            | Carolina Sagarmendi    |
| 1985  | María Mora                | Magdalena Rigo            | María Luisa Izquierdo  |
| 1986  | Magdalena Rigo            | María Mora                | María José Prada       |
| 1987  | María Luisa Izquierdo     | María Mora                | Raquel Aberasturi      |
| 1988  | Immaculada de Carlos      | Consuelo Álvarez          | Josune Gorostidi       |
| 1989  | Consuelo Álvarez          | Josune Gorostidi          | Teodora Ruano          |
| 1990  | Conchita Carbayeda        | Raquel Aberasturi         | Belén Cuevas           |
| 1991  | Josune Gorostidi          | Ainhoa Artolazabal        | Conchita Carbayeda     |
| 1992  | Ainhoa Artolazabal        | Conchita Carbayeda        | Belén Cuevas           |
| 1993  | Alicia Amezgaray          | Margarita Fullana         | Joane Somarriba        |
| 1994  | Joane Somarriba           | Fátima Blázquez           | Berta Fernández        |
| 1995  | María José López Pozuelo  | Rosario Corral            | Izaskun Bengoa         |
| 1996  | Izaskun Bengoa            | Teodora Ruano             | Joane Somarriba        |
| 1997  | Izaskun Bengoa            | Rosa Bravo                | Joane Somarriba        |
| 1998  | Rosa Bravo                | Izaskun Bengoa            | Berta Fernández        |
| 1999  | Margarita Fullana         | Rosa Bravo                | Teodora Ruano          |
| 2000  | Rosa Bravo                | Marta Vilajosana          | Teodora Ruano          |
| 2001  | Teodora Ruano             | Anna Ramírez Bauxell      | María Isabel Moreno    |
| 2002  | Arantzazu Azpiroz         | Anna Ramírez Bauxell      | Maria Cagigas          |
| 2003  | Eneritz Iturriaga         | Rosa Bravo                | Joane Somarriba        |
| 2004  | Anna Ramírez Bauxell      | Fátima Blázquez           | Arantzazu Azpiroz      |
| 2005  | María Isabel Moreno       | Leticia Gil               | Agurtzane Elorriaga    |
| 2006  | María Isabel Moreno       | Eneritz Iturriaga         | Cristina Alcalde       |
| 2007  | María Isabel Moreno       | Marta Vilajosana          | Arantzazu Azpiroz      |
| 2008  | Itsaso Leunda Goñi        | Fátima Blázquez           | Judit Masdeu Cort      |
| 2009  | Marta Vilajosana          | Belén López               | Leticia Gil            |
| 2010  | Leire Olaberría           | Debora Galves Lopez       | Rosa Bravo             |
| 2011  | Rosa Bravo                | Anna Ramírez Bauxell      | Silvia Tirado Márquez  |
| 2012  | Anna Sanchis              | Anna Ramírez Bauxell      | Ane Santesteban        |
| 2013  | Ane Santesteban           | Mayalen Noriega           | Lucía González         |
| 2014  | Anna Ramírez Bauxell      | Irene San Sebastián       | Sheyla Gutiérrez       |
| 2015  | Anna Sanchis              | Ane Santesteban           | Alicia González        |
| 2016  | Margarita Victoria García | Anna Sanchis              | Sheyla Gutiérrez       |
| 2017  | Sheyla Gutiérrez          | Margarita Victoria García | Ane Santesteban        |
| 2018  | Eider Merino              | Gloria Rodríguez          | Mavi García            |
| 2019  | Lourdes Oyarbide          | Irene Mendez Melgarejo    | Mireia Benito          |
| 2020  | Mavi García               | Ane Santesteban           | Eider Merino           |
| 2021  | Mavi García               | Ane Santesteban           | Sara Martín            |
| 2022  | Mavi García               | Sandra Alonso             | Yurani Blanco          |
| 2023  | Mavi García               | Sara Martín               | Mireia Benito          |
| 2024  | Usoa Ostolaza             | Yurani Blanco             | Mavi García            |
| 2025  | Sara Martín               | Mavi García               | Usoa Ostolaza          |

Multi-titrées
- 4 : Mavi García
- 3 : Mercedes Ateca, Maria Isabel Moreno, Margarita Victoria García
- 2 : Izaskun Bengoa, Rosa Bravo, Maria Luisa Izquierdo, Ana Ramirez, Carolina Sagarmendi, Anna Sanchis

### Podiums du contre-la-montre
Note : la course n'a pas été disputée en 2008.
| Année | Vainqueur           | Deuxième                  | Troisième                 |
| ----- | ------------------- | ------------------------- | ------------------------- |
| 1994  | Izaskun Bengoa      | Núria Florencio Cabré     | Ainhoa Artolazabal        |
| 1995  | Teodora Ruano       | Núria Florencio Cabré     | Izaskun Bengoa            |
| 1996  | Joane Somarriba     | Teodora Ruano             | Izaskun Bengoa            |
| 1997  | Izaskun Bengoa      | Joane Somarriba           | Teodora Ruano             |
| 1998  | Teodora Ruano       | Izaskun Bengoa Pérez      | Marta Vilajosana          |
| 1999  | Teodora Ruano       | Gema Pascual              | Marta Vilajosana          |
| 2000  | Teodora Ruano       | Ruth Martínez Cascante    | Ruth Mollel               |
| 2001  | Teodora Ruano       | Gema Pascual              | Ruth Martínez Cascante    |
| 2002  | Eneritz Iturriaga   | Teodora Ruano             | Marta Vilajosana          |
| 2003  | Teodora Ruano       | Eneritz Iturriaga         | María Isabel Moreno       |
| 2004  | Teodora Ruano       | Eneritz Iturriaga         | Maria Cagigas             |
| 2005  | Eneritz Iturriaga   | Teodora Ruano             | María Isabel Moreno       |
| 2006  | Eneritz Iturriaga   | María Isabel Moreno       | Marta Vilajosana          |
| 2007  | María Isabel Moreno | Marta Vilajosana          | Gema Pascual              |
| 2009  | Debora Galves Lopez | Gema Pascual              | Leire Olaberría           |
| 2010  | Leire Olaberría     | Rosa Bravo                | Debora Galves Lopez       |
| 2011  | Eneritz Iturriaga   | Anna Sanchis              | Belén López               |
| 2012  | Anna Sanchis        | Mayalen Noriega           | Belén López               |
| 2013  | Anna Sanchis        | Leire Olaberría           | Belén López               |
| 2014  | Leire Olaberría     | Belén López               | Anna Ramírez              |
| 2015  | Anna Sanchis        | Sheyla Gutiérrez          | Leire Olaberría           |
| 2016  | Anna Sanchis        | Gloria Rodríguez          | Margarita Victoria García |
| 2017  | Lourdes Oyarbide    | Margarita Victoria García | Sheyla Gutiérrez          |
| 2018  | Mavi García         | Eider Merino              | Alicia González           |
| 2019  | Sheyla Gutiérrez    | Lourdes Oyarbide          | Gloria Rodríguez          |
| 2020  | Mavi García         | Sara Martín               | Sheyla Gutiérrez          |
| 2021  | Mavi García         | Sara Martín               | Lourdes Oyarbide          |
| 2022  | Mavi García         | Sheyla Gutiérrez          | Sandra Alonso             |
| 2023  | Mireia Benito       | Mavi García               | Sandra Alonso             |
| 2024  | Mireia Benito       | Natalia Alonso            | Mavi García               |
| 2025  | Mireia Benito       | Usoa Ostolaza             | Ariana Gilabert           |

Multi-titrées
- 7 : Teodora Ruano
- 4 : Eneritz Iturriaga, Anna Sanchis, Mavi García
- 2 : Izaskun Bengoa, Mireia Benito, Leire Olaberria

## Hommes "Élites"
La catégorie dite "élite" en Espagne correspond au statut amateur en France, ou encore "élite sans contrat" en Belgique.

### Podiums de la course en ligne
| Année | Vainqueur               | Deuxième                | Troisième                 |
| ----- | ----------------------- | ----------------------- | ------------------------- |
| 2005  | Víctor García           | Fernando Herrero        | Jorge Nogeledo            |
| 2006  | Joaquín Ortega          | Francisco José González | José Antonio Carrasco     |
| 2007  | Gabriel Hernández       | Luis Maldonado          | Alejandro Iglesias        |
| 2008  | ?                       |                         |                           |
| 2009  | Antonio García González | Ibon Zugasti            | Javier Chacón             |
| 2010  | Sergio Mantecón         | Javier Benítez          | Antonio Miguel Parra (en) |
| 2011  | José David Martínez     | Darío Gadeo             | Sergio Mantecón           |
| 2012  | Raúl García de Mateos   | Moisés Dueñas           | Ángel Vallejo             |
| 2013  | Iván Martínez           | Jordi Simón             | Vicente García de Mateos  |
| 2014  | Cristian Cañada         | Aritz Bagües            | Pedro Merino              |
| 2015  | Carlos Antón Jiménez    | Francesc Zurita         | Sergio Míguez             |
| 2016  | Jorge Martín Montenegro | Julio Alberto Amores    | Egoitz Fernández          |
| 2017  | Sergio Rodríguez        | Juanjo Agüero           | Gonzalo Serrano           |
| 2018  | Sergio Vega             | Antonio Jesús Soto      | Carlos Cobos              |
| 2019  | Julio Alberto Amores    | Jesús Arozamena         | Jorge Martín Montenegro   |
| 2020  | Samuel Blanco           | Ander Okamika           | Miguel Ángel Ballesteros  |
| 2021  | Benjamín Prades         | Javier Chacón           | Ángel Coterillo           |
| 2022  | Íñigo González          | Víctor Martínez         | Mikel Mujika              |
| 2023  | Carlos Gutiérrez        | David González Tirado   | Darío Gadeo               |
| 2024  | Ander Ganzabal          | José Luis Faura         | Jaime Castrillo           |
| 2025  | José María Martín       | Sergio Geerlings        | Mateu Estelrich           |

### Podiums du contre-la-montre
| Année | Vainqueur               | Deuxième              | Troisième                |
| ----- | ----------------------- | --------------------- | ------------------------ |
| 2005  | Jesús Tendero (de)      | Francisco Villalgordo | Francisco José Pacheco   |
| 2006  | Francisco Villalgordo   | José Antonio Carrasco | José Manuel Cuesta       |
| 2007  | Carlos Abellán (es)     | Francisco Torrella    | Juan Carlos Escámez      |
| 2008  | ?                       |                       |                          |
| 2009  | José Belda              | David Muntaner        | Francisco Torrella       |
| 2010  | Eloy Teruel             | José Belda            | Sergi Escobar            |
| 2011  | José Belda              | Eloy Teruel           | José Antonio de Segovia  |
| 2012  | Eloy Teruel             |                       |                          |
| 2013  | José Antonio de Segovia | David Muntaner        | Vicente García de Mateos |
| 2014  | José Antonio de Segovia | Marcos Jurado         | Javier Cantero           |
| 2015  | Jesús Alberto Rubio     | Jorge Cubero          | Noel Martín              |
| 2016  | Marcos Jurado           | Aser Estévez          | Illart Zuazubiskar       |
| 2017  | Gonzalo Serrano         | Peio Goikoetxea       | Noel Martín              |
| 2018  | Sebastián Mora          | Eloy Teruel           | Antonio Jesús Soto       |
| 2019  | Eloy Teruel             | Julen Amarika         | Gerard Armillas          |
| 2020  | Ander Okamika           | Eloy Teruel           | Felipe Orts              |
| 2021  | Eloy Teruel             | Noel Martín           | José María García        |
| 2022  | Eloy Teruel             | Noel Martín           | Yago Segovia             |
| 2023  | Eloy Teruel             | Vicente Hernaiz       | Jorge Gálvez             |
| 2024  | Eloy Teruel             | Noel Martín           | Joan Martí Bennassar     |
| 2025  | Víctor Castellano       | Iker Trigo            | Sergio Geerlings         |

Multi-titrés
- 7 : Eloy Teruel
- 2 : José Belda, José Antonio de Segovia

## Espoirs Hommes

### Podiums de la course en ligne
| Année | Vainqueur                | Deuxième                 | Troisième                |
| ----- | ------------------------ | ------------------------ | ------------------------ |
| 1996  | Javier Otxoa             | Juan Carlos Guillamón    | Francisco Mancebo        |
| 1997  | Francisco Tomás García   | Aitor Kintana            | Jorge Ferrío             |
| 1998  | Luis Murcia              | Antonio Núñez            | Marc Prat                |
| 1999  | Patxi Ugarte (es)        | Jesús Manzano            | Samuel Sánchez           |
| 2000  | David Arroyo             | Xavier Tondo             | Miguel Martínez Giraldez |
| 2001  | Alejandro Valverde       | Israel Núñez (es)        | Javier Líndez            |
| 2002  | Unai Elorriaga           | Francisco Gutiérrez      | Francisco Ventoso        |
| 2003  | Isaac Escola             | Pedro Luis Castillo      | Silvestre Callau         |
| 2004  | Joseba Agirrezabala      | José Luis Carrasco       | Igor Antón               |
| 2005  | Javier Moreno            | Francisco José González  | Juan Carlos Fernández    |
| 2006  | José David Aguilera      | Luis Enrique Puertas     | Serafín Martínez         |
| 2007  | Carlos Delgado           | Esteban Plaza (es)       | José Carlos López        |
| 2008  | David Gutiérrez Palacios | Andrés Vigil             | Ion Izagirre             |
| 2009  | Pedro Merino             | Airán Fernández          | Higinio Fernández        |
| 2010  | Albert Torres            | Francisco García Nicolás | Alejandro David Serrano  |
| 2011  | Román Osuna              | Víctor Martín            | Haritz Orbe              |
| 2012  | Ramón Domene             | Cristóbal Sánchez        | Ibai Salas               |
| 2013  | Mario González           | Beñat Txoperena          | Óscar Hernández          |
| 2014  | Gonzalo Andrés           | Francisco García Rus     | Carlos Antón Jiménez     |
| 2015  | Jaime Rosón              | Xavier Pastallé          | Óscar Pelegrí            |
| 2016  | Óscar Pelegrí            | Jon Irisarri             | Juanjo Agüero            |
| 2017  | Isaac Cantón             | Álvaro Cuadros           | Diego Pablo Sevilla      |
| 2018  | Íñigo Elosegui           | Carmelo Urbano           | Gabriel Pons             |
| 2019  | Carmelo Urbano           | Arturo Grávalos          | Oier Ibarguren           |
| 2020  | Javier Romo              | Jokin Murguialday        | Eduardo Pérez-Landaluce  |
| 2021  | Iván Cobo                | Marcel Camprubí          | Unai Iribar              |
| 2022  | Joseba López             | José Marín Aragón        | Abel Balderstone         |
| 2023  | Unai Aznar               | Josep Tomas              | Francisco Muñoz          |
| 2024  | Hugo de la Calle         | César Pérez López        | Martín Rey               |
| 2025  | Yago Aguirre             | Iván Loaisa              | Samuel Fernández Heres   |

### Podiums du contre-la-montre
| Année | Vainqueur              | Deuxième                  | Troisième                |
| ----- | ---------------------- | ------------------------- | ------------------------ |
| 1996  | Aitor González         | José Alberto Martínez     | Pablo Lastras            |
| 1997  | Aitor González         | Francisco Mancebo         | José Alberto Martínez    |
| 1998  | Ángel Sainz de la Maza | Unai Uriarte              | Aitor Silloniz           |
| 1999  | José Guillén           | José Emilio Cacho         | José Antonio Pecharromán |
| 2000  | Juan Gomis             | David Herrero             | Sergio Pérez             |
| 2001  | Iker Camaño            | David Herrero             | Alberto Contador         |
| 2002  | Alberto Contador       | Juan José Cobo            | Francisco Gutiérrez      |
| 2003  | Juan José Cobo         | Víctor Gómez              | Manuel Lloret            |
| 2004  | Eladio Sánchez         | Hernán Ponce              | Carlos Abellán (es)      |
| 2005  | José Luis Ruiz         | Unai Uribarri             | José Antonio Redondo     |
| 2006  | Javier Chacón          | José María Alcaraz (es)   | Luis Enrique Puertas     |
| 2007  | Rafael Serrano         | Sergio Domínguez          | Héctor González          |
| 2008  | Arturo Mora            | Ángel Madrazo             | Lluís Mas                |
| 2009  | Aser Estévez           | Garikoitz Bravo           | Arturo Mora              |
| 2010  | Jesús Herrada          | Andrés Vigil              | Albert Torres            |
| 2011  | Mario González         | Igor Merino               | Omar Fraile              |
| 2012  | Marcos Jurado          | Albert Torres             | Alberto Just             |
| 2013  | Alberto Just           | Marcos Jurado             | Mario González           |
| 2014  | Óscar González Brea    | Juan Camacho              | Marc Soler               |
| 2015  | Diego Tirilonte        | Cristian Rodríguez        | Álvaro Trueba            |
| 2016  | Martín Bouzas          | Gonzalo Serrano           | Óscar González del Campo |
| 2017  | Jaime Castrillo        | Sergio Samitier           | Martín Bouzas            |
| 2018  | Martín Bouzas          | Roger Adrià               | Joan Martí Bennassar     |
| 2019  | Xabier Mikel Azparren  | Martín Bouzas             | Joan Martí Bennassar     |
| 2020  | Raúl García Pierna     | Jokin Murguialday         | Iván Cobo                |
| 2021  | Igor Arrieta           | Pablo García              | Enekoitz Azparren        |
| 2022  | Pablo Castrillo        | Pablo García              | Fernando Tercero         |
| 2023  | Unai Aznar             | Hugo Aznar                | Javier Ibáñez            |
| 2024  | Aitor Agirre           | Alberto Fernández Reviejo | Luis García Martín       |
| 2025  | Adrián Fajardo         | Unai Ramos                | Iker Soriano             |

Multi-titrés
- 2 : Aitor González, Martín Bouzas

## Juniors Hommes

### Podiums de la course en ligne
| Année     | Vainqueur               | Deuxième                   | Troisième               |
| --------- | ----------------------- | -------------------------- | ----------------------- |
| 1959      | Juan González           | Ángel Usamentiaga          |                         |
| 1960      | Ángel Usamentiaga       | Lorenzo Zárate             |                         |
| 1961      | Lorenzo Zárate          | José Antonio Pontón (es)   |                         |
| 1962      | Adrián Diez             | Isidro Zapatero            |                         |
| 1963      | Justo Gamella           | José A. Moya               |                         |
| 1964      | Manuel Piñeiro          | Ramón Ramallets            |                         |
| 1965      | Julián Cuevas           | Juan A. Rabanal            |                         |
| 1966-1975 | ?                       |                            |                         |
| 1976      | Carlos Greus            | Prudencio Sánchez          | José Tomás de la Fuente |
| 1977      | Julián Gorospe          | Ángel Camarillo            | Ángel Mayordomo         |
| 1978      | Pedro Pardo             | Javier Castellar (es)      | Juan José Velasco       |
| 1979      | Jokin Mujika            | Juan José Cubillo          | Manuel Carrera (ca)     |
| 1980      | Vicente Barberá         | Joaquim Faura              | Jokin Mujika            |
| 1981      | Santiago Portillo       | Juan Martín Zapatero       | José Antonio Miralles   |
| 1982      | Antonio Ruiz Jareño     | Juan Martín Zapatero       | José A. Gómez           |
| 1983      | Manuel Domínguez        | Juan A. Ramos              | Fermín Trueba García    |
| 1984      | Lázaro Fernández        | Mario Lara                 | Jesús Espinel           |
| 1985      | José Marín              | Jaime Tomás (es)           | Xabier Aldanondo (es)   |
| 1986      | Antonio Miguel Díaz     | Miguel A. Palmer           | Francisco García        |
| 1987      | Asensio Navarro (es)    | José María David           | Rafael Bartolomé        |
| 1988      | David García Marquina   | Antonio Martín Velasco     | Juan María Galdos       |
| 1989      | José Luis Arrieta       | Francisco García           | Francisco Cerezo        |
| 1990      | Juan Carlos Taboas (es) | Victoriano Fernández (ca)  | Rafael Carmona          |
| 1991      | Valentín Zubieta        | Aitor Arenaza              | Santiago Blanco         |
| 1992      | Santiago Blanco         | Pablo Alcañíz              | Pedro Giner             |
| 1993      | Unai Osa                | Ramón Medina Esparza       | Ángel López             |
| 1994      | Eladio Jiménez          | Miguel Morrás (es)         | Francisco Mancebo       |
| 1995      | Ion del Río             | Patxi Ugarte (es)          | Antonio Núñez           |
| 1996      | Xavier Florencio        | Arkaitz Santamaría         | Enrique Martínez        |
| 1997      | Rubén Plaza             | Andoni Aranaga             | Xavier Florencio        |
| 1998      | Pablo Fernández         | José Ángel Gómez Marchante | Javier Líndez           |
| 1999      | Koldo Fernández         | Léon Sánchez               | Jorge de Lózar          |
| 2000      | Ángel García de Castro  | Luis León Sánchez          | Ismael Cortés           |
| 2001      | Iván Melero             | Daniel Navarro             | Borja Calviño           |
| 2002      | José Joaquín Rojas      | José Antonio Cerezo        | Martín Mata             |
| 2003      | José Francisco López    | Miguel Ríos                | Mario Frias             |
| 2004      | Rubén Reig              | Raúl Alarcón               | Héctor González         |
| 2005      | Arturo Mora             | Pablo Torres               | Jonathan Castroviejo    |
| 2006      | Juan José Lobato        | Jon Aberasturi             | Francisco Antón (es)    |
| 2007      | Enrique Sanz            | Albert Nafría              | Aitor Ocampos           |
| 2008      | Albert Torres           | Jordi Simón                | Iván Mondéjar           |
| 2009      | Santiago Ramírez        | Efrén Carazo               | Carlos Verona           |
| 2010      | Héctor Sáez             | Jesús Alberto Rubio        | Óscar Hernández         |
| 2011      | Víctor Etxeberria       | Cristian Perdiguero        | Alejandro Arribas       |
| 2012      | Iván García Cortina     | Jesús Alberto Ruiz         | Iker Azkarate           |
| 2013      | Alex Aranburu           | Gerard Armillas            | Odei Juango             |
| 2014      | Jaime Castrillo         | José Miguel Miranda        | Víctor Romero           |
| 2015      | Alejandro Gómiz         | Sergio Hernández           | Alejandro Regueiro      |
| 2016      | Alex Jaime              | Pol Hernández              | Mario Carrasco          |
| 2017      | Ramón Díaz              | Iván Cobo                  | Mario Aparicio          |
| 2018      | Jon Barrenetxea         | Iván Cobo                  | Aitor Larrañaga         |
| 2019      | Juan Ayuso              | Igor Arrieta               | Raúl García Pierna      |
| 2020      | Juan Ayuso              | Francesc Bennassar         | Sergio Gutiérrez        |
| 2021      | Iván Romeo              | Hugo Aznar                 | Jorge García Núñez      |
| 2022      | Yago Aguirre            | Mikel Uncilla              | Sergio Romeo            |
| 2023      | Álvaro García Giménez   | Markel Beloki              | Eneko Ortega            |
| 2024      | Marc Zafra              | Eleazar Jiménez            | Ibai Villate            |
| 2025      | Benjamín Noval          | Eñaut Urkaregi             | Mario Cordero Santos    |

Multi-titrés
- 2 : Juan Ayuso

### Podiums du contre-la-montre
| Année | Vainqueur                  | Deuxième                 | Troisième                 |
| ----- | -------------------------- | ------------------------ | ------------------------- |
| 1995  | Iván Gutiérrez             | José Guillén             | Iban Mayo                 |
| 1996  | Gaizka Lejarreta (es)      | Raúl Portilla            | Luis Murcia               |
| 1997  | David Parra                | Alejandro Valverde       | Rubén Plaza               |
| 1998  | Rubén Plaza                | Alejandro Valverde       | Efraín Gutiérrez          |
| 1999  | Carlos Saiz                | Ángel García de Castro   | Bartolomé Soler           |
| 2000  | David Martín Velasco (es)  | David Muntaner           | Iñaki Lejarreta           |
| 2001  | David Muntaner             | Luis León Sánchez        | David Martín Velasco (es) |
| 2002  | Juan Carlos Fernández (de) | Gonzalo Rabuñal          | José Carlos López         |
| 2003  | José Joaquín Rojas         | Pedro Palou              | David Vázquez López       |
| 2004  | Alberto Ibáñez             | Héctor González          | Egoitz García             |
| 2005  | José María Alcaraz (es)    | Rafael Serrano           | Rafael Valls              |
| 2006  | José Manuel Gutiérrez      | Vicente García de Mateos | Hasier Olea               |
| 2007  | Jesús Herrada              | Víctor Cabedo            | José María Ortega         |
| 2008  | Jesús Herrada              | Igor Merino              | Ramón Domene              |
| 2009  | Fernando Grijalba          | Juan Carlos Riutort      | David Diañez              |
| 2010  | Mario González Salas       | Carlos Verona            | Cristian Astals           |
| 2011  | Francisco José Medina      | Héctor Sáez              | Álvaro Trueba             |
| 2012  | Enric Mas                  | Óscar González del Campo | Juan Camacho              |
| 2013  | Juan Camacho               | Xavier Pastallé          | Álvaro Cuadros            |
| 2014  | Fernando Barceló           | Pablo Alonso             | Diego Pablo Sevilla       |
| 2015  | Martín Bouzas              | Tomeu Gelabert           | Diego López               |
| 2016  | Xabier Mikel Azparren      | Tomeu Gelabert           | Íñigo Elosegui            |
| 2017  | Guillermo García           | Xabier Mikel Azparren    | Pau Miquel                |
| 2018  | Carlos Rodríguez           | Iván Cobo                | Pelayo Sánchez            |
| 2019  | Carlos Rodríguez           | Igor Arrieta             | Juan Ayuso                |
| 2020  | Juan Ayuso                 | Igor Arrieta             | José Luis Medina          |
| 2021  | Iván Romeo                 | Hugo Aznar               | Alberto Fernández Reviejo |
| 2022  | Ibai Azanza                | Nil Aguilera             | Hugo de la Calle          |
| 2023  | Markel Beloki              | Adrià Pericas            | Álvaro García Giménez     |
| 2024  | Adrià Pericas              | Héctor Álvarez           | Luis Alberto Lajarin      |
| 2025  | Benjamín Noval             | Ibai Villate             | Luca Martínez             |

Multi-titrés
- 2 : Jesús Herrada, Carlos Rodríguez

## Cadets Hommes

### Podiums de la course en ligne
| Année     | Vainqueur                | Deuxième                | Troisième               |
| --------- | ------------------------ | ----------------------- | ----------------------- |
| 1985      | Genaro Prego             |                         |                         |
| 1986      | ?                        |                         |                         |
| 1987      | Javier Pascual Llorente  |                         | José Luis Rodríguez Gil |
| 1988-1991 | ?                        |                         |                         |
| 1992      | Nacor Burgos             | Isidro Nozal            |                         |
| 1993      | Manuel Sanroma           |                         |                         |
| 1994      | Miguel Martínez Giráldez |                         |                         |
| 1995      | Miguel Martínez Giráldez | José Luis Villanueva    | David Muñoz             |
| 1996      | Julián Sánchez           |                         |                         |
| 1997      | Antonio Irizabal         |                         |                         |
| 1998      | Félix Vidal Celis        | Alberto Rodríguez       | Sergio Cuesta           |
| 1999-2000 | ?                        |                         |                         |
| 2001      | Diego Milán              |                         |                         |
| 2002      | ?                        |                         |                         |
| 2003      | Arturo Mora              | Miguel Ángel Zaragoza   | Rubén Jiménez           |
| 2004      | José Luis Caño           | José Luis Carretero     | Andrés Martínez         |
| 2005      | ?                        |                         |                         |
| 2006      | Pedro Macía              | José Osado              | Eric Pedrosa            |
| 2007-2010 | ?                        |                         |                         |
| 2011      | Antonio Portela          | Iván García Cortina     | Daniel Alonso           |
| 2012      | Miguel Ángel Alcaide     | Benjamin Gómez          | David Laguna            |
| 2013      | Pablo Benito             | Brian Carro             | Mikel Montoro           |
| 2014      | Pablo Veláquez           | Daniel Rodríguez        | Claudio Clavijo         |
| 2015      | Iván Cobo                | Hugo Sampedro           | Joseba Otaola           |
| 2016      | Sergio Trueba            | Carlos Rodríguez        | Pau Miquel              |
| 2017      | Juan Ayuso               | Alberto Pérez           | Lander Lartitegi        |
| 2018      | Manuel Rodríguez Alonso  | Aimar Erostarbe         | Asier Pozo              |
| 2019      | Rubén Sánchez Córdoba    | Antonio González Torres | Sergi Darder            |
| 2021      | Rafael Martínez          | Alem Herráiz            | Miguel Domínguez        |

Multi-titrés
- 2 : Miguel Martínez Giráldez

### Podiums du contre-la-montre
| Année     | Vainqueur             | Deuxième              | Troisième                 |
| --------- | --------------------- | --------------------- | ------------------------- |
| 2003      | Sergio Domene         | Sergi Seco            | Iván González Estíbalez   |
| 2004      | Pablo Martín          | Lluís Mas             | Salvador Guardiola        |
| 2005      | ?                     |                       |                           |
| 2006      | Albert Torres         | Ramón Domene          | Adrián López Garrido (es) |
| 2007      | Mario González        | Manuel Ángel Clavijo  | Juan Carlos Riutort       |
| 2008-2010 | ?                     |                       |                           |
| 2011      | Sergio Domínguez      | Iván García Cortina   | Juan Camacho              |
| 2012      | Unai Orbea            | Xoel Dias             | Miguel Ángel Alcaide      |
| 2013      | Xavier Cañellas       | Diego López Oviedo    | Antonio Barbero           |
| 2014      | Íñigo Elosegui        | Tomeu Gelabert        | Víctor Abad               |
| 2015      | Xabier Mikel Azparren | Guillermo García      | Unai Iribar               |
| 2016      | Carlos Rodríguez      | Pau Miquel            | Aitor Larriñaga           |
| 2017      | Juan Ayuso            | Carlos Rodríguez      | Miguel Ángel Mera         |
| 2018      | Juan Ayuso            | Miguel Ángel Mera     | Sergio Gutiérrez          |
| 2019      | Marc Terrasa          | Rubén Sánchez Córdoba | David Gimeno              |
| 2021      | Alem Herráiz          | Héctor Álvarez        | Adrià Pericas             |

Multi-titrés
- 2 : Juan Ayuso

## Anciens championnats

### Amateurs Hommes
| Année     | Vainqueur                       | Deuxième                     | Troisième                 |  |
| --------- | ------------------------------- | ---------------------------- | ------------------------- |  |
| 1941      | Julián Feito                    |                              |                           |  |
| 1942      | Pedro Sant                      | Eduardo Payá                 |                           |  |
| 1943-1947 | Pas organisé                    | Pas organisé                 | Pas organisé              |  |
| 1948      | Francisco Piulachs              | Pedro Sant                   |                           |  |
| 1949      | Eduardo Gadea                   | Santiago Gispert             |                           |  |
| 1950      | Luciano Montero Rechou          | Federico Bahamontes          | José Orbegozo             |  |
| 1951      | Santiago Mostajo Gutiérrez (en) | José Medico                  |                           |  |
| 1952      | Enrique Bicardi                 | Juan Campillo                |                           |  |
| 1953      | Adolfo Bello                    | José Segú                    |                           |  |
| 1954      | José Pérez Francés              | Rafael Murall                | Rogelio Hernández         |  |
| 1955      | José Pérez Francés              | Emilio Cruz                  | Miguel Urquizar (es)      |  |
| 1956      | José Pérez Francés              | Ángel López Tierra           | José María Santamaría     |  |
| 1957      | Ricardo Menéndez                | José Pérez Francés           | Francisco Tortellá (de)   |  |
| 1958      | Francisco Tortellá (de)         | Juan Paris                   | Ignacio Astigarraga (en)  |  |
| 1959      | Fausto Cerros                   | Salvador Baños               | Carlos Marotias           |  |
| 1960      | Ramón Mendiburu                 | José García Coma             | Gregorio Arrieta          |  |
| 1961      | Ramón Mendiburu                 | Sebastián Elorza             | José Antonio Momeñe       |  |
| 1962      | Rafael Carrasco (es)            | Luis Errazquín               | Juan Sánchez Camero (ca)  |  |
| 1963      | Vicente López Carril            | Antonio Sabán                | Mariano Díaz              |  |
| 1964      | José Manuel López Rodríguez     | Gregorio San Miguel          | Ramón Sifre               |  |
| 1965      | José Manuel López Rodríguez     | Gabriel Mascaró              | Eduardo Rodríguez         |  |
| 1966      | Agustín Tamames                 | Gabino Ereñozaga (es)        | Vicente López Carril      |  |
| 1967      | José Moreno Torres (ca)         | Luis Balagué                 | Jesús Ochotorena          |  |
| 1968      | Agustín Tamames                 | Miguel María Lasa            | Manuel Iborra             |  |
| 1969      | Manuel Sánchez                  | José Luis Galdamez (es)      | Tomás Nistal (es)         |  |
| 1970      | Damaso Torres                   | José Moreno                  | Manuel Trenco             |  |
| 1971      | Manuel Rodríguez Ayora          | Juan José Moral (en)         | José L. Ayesta            |  |
| 1972      | Julián Andiano                  | Santiago Ayastuy             | Paulino Martínez          |  |
| 1973      | Roberto Palavecino              | Jorge Ferrer                 | Manuel Rodríguez Miras    |  |
| 1974      | Jesús López Carril              | Félix Suárez (en)            |                           |  |
| 1975      | Bernardo Alfonsel               | Miguel Gutiérrez             | Custodio Mazuela          |  |
| 1976      | Pedro Vilardebo                 | Felipe Yáñez                 | Juan José Moral (en)      |  |
| 1977      | Faustino Rupérez                | Jaime Albisu                 |                           |  |
| 1978      | Salvador Gálvez                 | José Luis Rodríguez Inguanzo | Juan Fernández Martín     |  |
| 1979      | Carlos Greus                    | Miguel Acha (es)             | Eduardo Chozas            |  |
| 1980      | Eduardo González Salvador       | Jerónimo Ibáñez              |                           |  |
| 1981      | Francisco Caro                  | Alfonso Gutiérrez            | Mariano Sánchez Martínez  |  |
| 1982      | Javier Castellar (es)           | Antonio Llopis               | Eduardo González Salvador |  |
| 1983      | Miguel Indurain                 | Jokin Mujika                 | Guillermo Arenas (es)     |  |
| 1984      | Francisco Antequera             | Camilo Santos                | Manuel Jorge Domínguez    |  |
| 1985      | Antonio Balboa (es)             | Rafael Segura                | Eduardo Ruiz (es)         |  |
| 1986      | José Carlos Pliego              | Xabier Aldanondo (es)        | José Antonio Maestre      |  |
| 1987      | Francisco Javier Quevedo (ca)   | Javier Urrutia               | Kiko García               |  |
| 1988      | Gonzalo Aguiar (gl)             | Federico García              | Iñaki Murua (eu)          |  |
| 1989      | Eleuterio Anguita               | Manuel Martínez              | Pedro Ramos               |  |
| 1990      | Antonio Sánchez García (es)     | Alfredo Sánchez              | Kiko García               |  |
| 1991      | Álvaro González de Galdeano     | Francisco Noguera            | Ángel Casero              |  |
| 1992      | Ramón García                    | Luis Maria Urizar            | Domingo Segado            |  |
| 1993      | Eleuterio Mancebo (en)          | Salvador Ruiz                | Juan Carlos Domínguez     |  |
| 1994      | David Etxebarria                | Adolfo Alperi (en)           |                           |  |
| 1995      | Ricardo Otxoa                   | Miguel Morrás (es)           | Roberto Heras             |  |

Multi-titrés
- 3 : José Pérez Francés
- 2 : Ramón Mendiburu, José Manuel López, Agustín Tamames

### Indépendants Hommes
| Année     | Vainqueur                | Deuxième                   | Troisième                  |
| --------- | ------------------------ | -------------------------- | -------------------------- |
| 1944      | Ignacio Orbaiceta        | Salvador Arajol            | Pedro Mas                  |
| 1945      | Bernardo Ruiz            | Gabriel Palmer             | Artur Dorsé (es)           |
| 1946      | José Pérez Llacer        | Joaquim Filba              | Antonio Gelabert           |
| 1947      | Francisco Masip          | Joaquín Roselló            | José Sola                  |
| 1948      | José Escolano            | Francisco José Ferrer      | Miguel Bover               |
| 1949      | Sergio Celebrowski (en)  | José Escolano              | Jaime Montaña              |
| 1950      | Jaime Montaña            | Pedro Sant                 | Mariano Corrales (es)      |
| 1951      | José Lahoz (es)          | José Mateo Gil (ca)        | Vicente Iturat             |
| 1952      | Santiago Mostajo (en)    | Juan Crespo                | José Mateo Gil (ca)        |
| 1953      | Francisco Alomar         | René Marigil               | Juan Bibiloni              |
| 1954      | Aniceto Utset            | Jaume Calucho (en)         | Gabriel Company            |
| 1955      | Juan Crespo              | José Gascón                | José Gómez del Moral       |
| 1956-1957 | Pas organisé             | Pas organisé               | Pas organisé               |
| 1958      | Raúl Motos               | Gabriel Mas                | Ángel Rodríguez López (es) |
| 1959      | Raúl Rey (es)            | Joaquín Barceló (es)       | Rogelio Hernández          |
| 1960      | José Pérez Francés       | Ángel Rodríguez López (es) | Rogelio Hernández          |
| 1961      | José Bernárdez           | Juan Manuel Menéndez (ca)  | Ángel Rodríguez López (es) |
| 1962      | José Antonio Momeñe      | Ramón Mendiburu            | Eusebio Vélez              |
| 1963      | José Antonio Momeñe      | Antonio Blanco             | José María López           |
| 1964      | Juan Sánchez Camero (ca) | José Luis Bilbao (ca)      | Antonio Blanco             |
| 1965      | Luis Pedro Santamarina   | Francisco José Juan        | Francisco Javier Otaola    |

Multi-titrés
- 2 : José Antonio Momeñe